# Chu Berry
Chu Berry, vlastním jménem Leon Brown Berry, (13. září 1908 – 30. října 1941) byl americký jazzový tenorsaxofonista.

## Život
Narodil se ve Wheelingu v Západní Virginii, kde rovněž absolvoval Lincolnovu střední školu. Následně tři roky docházel na tehdy výhradně černošskou univerzitu West Virginia State College. O hudbu se zajímal od mládí, zpočátku hrál na altsaxofon, později pod vlivem Colemana Hawkinse přešel k většímu tenorsaxofonu.
Profesionálně začal hrát koncem dvacátých let ve swingovém orchestru klavíristy Sammyho Stewarta. Ve třicátých letech postupně hrál v souborech Bennyho Cartera, Teddyho Hilla, Fletchera Hendersona a Caba Callowaye. Coby studiový hráč doprovázel mimo jiné Bessie Smithovou, Mildred Baileyovou, Billie Holidayovou, Teddyho Wilsona a Lionela Hamptona. Rovněž pořídil několik nahrávek coby leader. Je autorem písně „Christopher Columbus“, jejíž coververze hrály desítky dalších hudebníků.
Dne 27. října 1941 měl patnáct mil od města Conneaut v Ohiu autonehodu. Automobil, ve kterém jel jako spolujezdec, dostal smyk a naboural do mostu. O tři dny později, 30. října, zraněním ve věku 33 let podlehl.